# European Golden League femminile 2022
L'European Golden League 2022 si è svolta dal 24 maggio al 19 giugno 2022: al torneo hanno partecipato nove squadre nazionali europee e la vittoria finale è andata per la prima volta alla Francia.

## Regolamento

### Formula
La formula ha previsto:
- Fase a gironi, disputata con girone all'italiana, con gare di andata e ritorno: la prima classificata di ogni girone e la squadra del paese organizzatore (nel caso in cui sia stata tra le prime classificate, si è qualificata la migliore seconda classificata) hanno acceduto alla fase finale, mentre la peggiore ultima classificata è retrocessa in European Silver League 2023.
- Fase finale, disputata con semifinali e finale.

### Criteri di classifica
Se il risultato finale è stato di 3-0 o 3-1 sono stati assegnati 3 punti alla squadra vincente e 0 a quella sconfitta, se il risultato finale è stato di 3-2 sono stati assegnati 2 punti alla squadra vincente e 1 a quella sconfitta.
L'ordine del posizionamento in classifica è stato definito in base a:
- Numero di partite vinte;
- Punti;
- Ratio dei set vinti/persi;
- Ratio dei punti realizzati/subiti;
- Risultati degli scontri diretti.

## Squadre partecipanti
| Squadra              | Qualificazione | Ultima partecipazione       |
| -------------------- | -------------- | --------------------------- |
| Azerbaigian          | Wild card      | European Golden League 2021 |
| Bielorussia          | Wild card      | European Golden League 2021 |
| Bosnia ed Erzegovina | Wild card      | Debutto                     |
| Bulgaria             | Wild card      | European Golden League 2021 |
| Croazia              | Wild card      | European Golden League 2021 |
| Francia              | Wild card      | European Golden League 2021 |
| Rep. Ceca            | Wild card      | European Golden League 2021 |
| Romania              | Wild card      | European Golden League 2021 |
| Slovacchia           | Wild card      | European Golden League 2021 |
| Spagna               | Wild card      | European Golden League 2021 |
| Ucraina              | Wild card      | European Golden League 2021 |
| Ungheria             | Wild card      | European Golden League 2021 |

## Torneo

### Fase a gironi
| Girone A             | Girone B   | Girone C |
| -------------------- | ---------- | -------- |
| Bosnia ed Erzegovina | Croazia    | Romania  |
| Francia              | Rep. Ceca  | Ucraina  |
| Spagna               | Slovacchia | Ungheria |

#### Girone A

##### Risultati
| 25 maggio 2022 Stade des Flandres, Dunkerque Durata: 1h:08 - Spettatori: 1 500            | Francia              | 3 - 0 | Spagna               | 25-13, 25-17, 25-18        |
| 28 maggio 2022 SKPC Mejdan, Tuzla Durata: 1h:57 - Spettatori: 2 120                       | Bosnia ed Erzegovina | 1 - 3 | Spagna               | 24-26, 23-25, 25-21, 23-25 |
| 1º giugno 2022 Salle des Sports Maréchal, Harnes Durata: 1h:48 - Spettatori: 1 540        | Francia              | 3 - 1 | Bosnia ed Erzegovina | 25-17, 25-20, 22-25, 25-19 |
| 4 giugno 2022 SKPC Mejdan, Tuzla Durata: 1h:49 - Spettatori: 1 500                        | Bosnia ed Erzegovina | 1 - 3 | Francia              | 25-18, 18-25, 19-25, 23-25 |
| 8 giugno 2022 Palacio de Deportes de Oviedo, Oviedo Durata: 1h:19 - Spettatori: 1 500     | Spagna               | 0 - 3 | Bosnia ed Erzegovina | 16-25, 18-25, 24-26        |
| 11 giugno 2022 Polideportivo Huerta del Rey, Valladolid Durata: 1h:52 - Spettatori: 1 700 | Spagna               | 0 - 3 | Francia              | 17-25, 18-25, 20-25        |

##### Classifica
| Pos. | Squadra              | Pt | G | V | P | SV | SP | Ratio | PF  | PS  | Ratio |
| ---- | -------------------- | -- | - | - | - | -- | -- | ----- | --- | --- | ----- |
| 1.   | Francia              | 12 | 4 | 4 | 0 | 12 | 2  | 6,000 | 340 | 269 | 1,264 |
| 2.   | Bosnia ed Erzegovina | 3  | 4 | 1 | 3 | 6  | 9  | 0,667 | 337 | 345 | 0,977 |
| 3.   | Spagna               | 3  | 4 | 1 | 3 | 3  | 10 | 0,300 | 258 | 321 | 0,804 |

      Qualificata alle semifinali.

#### Girone B

##### Risultati
| 25 maggio 2022 Arena Varaždin, Varaždin Durata: 1h:23 - Spettatori: 1 500   | Croazia    | 0 - 3 | Rep. Ceca  | 21-25, 16-25, 15-25               |
| 28 maggio 2022 Arena Varaždin, Varaždin Durata: 1h:27 - Spettatori: 1 500   | Croazia    | 3 - 0 | Slovacchia | 25-19, 25-20, 29-27               |
| 1º giugno 2022 Mestská športová hala, Nitra Durata: 1h:54 - Spettatori: 350 | Slovacchia | 1 - 3 | Rep. Ceca  | 20-25, 21-25, 25-23, 22-25        |
| 4 giugno 2022 KV Arena, Karlovy Vary Durata: 1h:50 - Spettatori: 500        | Rep. Ceca  | 3 - 1 | Slovacchia | 23-25, 25-23, 25-15, 25-17        |
| 8 giugno 2022 Aréna Poprad, Poprad Durata: 2h:08 - Spettatori: 600          | Slovacchia | 2 - 3 | Croazia    | 25-20, 25-21, 23-25, 18-25, 13-15 |
| 11 giugno 2022 Sportovní Hala, Zlín Durata: 1h:52 - Spettatori: 1 700       | Rep. Ceca  | 1 - 3 | Croazia    | 25-20, 23-25, 20-25, 12-25        |

##### Classifica
| Pos. | Squadra    | Pt | G | V | P | SV | SP | Ratio | PF  | PS  | Ratio |
| ---- | ---------- | -- | - | - | - | -- | -- | ----- | --- | --- | ----- |
| 1.   | Rep. Ceca  | 9  | 4 | 3 | 1 | 10 | 5  | 2,000 | 351 | 315 | 1,114 |
| 2.   | Croazia    | 8  | 4 | 3 | 1 | 9  | 6  | 1,500 | 332 | 325 | 1,022 |
| 3.   | Slovacchia | 1  | 4 | 0 | 4 | 4  | 12 | 0,333 | 338 | 381 | 0,887 |

      Qualificata alle semifinali.
      Retrocessa in European Silver League.

#### Girone C

##### Risultati
| 24 maggio 2022 Sala Polivalentă, Alexandria Durata: 2h:07 - Spettatori: 150 | Romania  | 3 - 2 | Ucraina  | 25-15, 22-25, 19-25, 25-21, 15-12 |
| 25 maggio 2022 Sala Polivalentă, Alexandria Durata: 1h:45 - Spettatori: 250 | Ucraina  | 3 - 1 | Romania  | 25-13, 20-25, 25-20, 25-19        |
| 28 maggio 2022 Tüskecsarnok, Budapest Durata: 2h:13 - Spettatori: 1 000     | Ungheria | 2 - 3 | Romania  | 25-27, 25-23, 25-21, 18-25, 11-15 |
| 2 giugno 2022 Tüskecsarnok, Budapest Durata: 1h:45 - Spettatori: 650        | Ucraina  | 3 - 1 | Ungheria | 25-27, 25-17, 25-18, 25-19        |
| 4 giugno 2022 Tüskecsarnok, Budapest Durata: 2h:18 - Spettatori: 700        | Ungheria | 3 - 2 | Ucraina  | 25-17, 12-25, 20-25, 25-20, 16-14 |
| 8 giugno 2022 Sala Polivalentă, Alexandria Durata: 1h:17 - Spettatori: 504  | Romania  | 3 - 0 | Ungheria | 25-20, 25-19, 25-13               |

##### Classifica
| Pos. | Squadra  | Pt | G | V | P | SV | SP | Ratio | PF  | PS  | Ratio |
| ---- | -------- | -- | - | - | - | -- | -- | ----- | --- | --- | ----- |
| 1.   | Romania  | 7  | 4 | 3 | 1 | 10 | 7  | 1,429 | 369 | 351 | 1,051 |
| 2.   | Ucraina  | 8  | 4 | 2 | 2 | 10 | 8  | 1,250 | 394 | 362 | 1,088 |
| 3.   | Ungheria | 3  | 4 | 1 | 3 | 6  | 11 | 0,545 | 337 | 387 | 0,871 |

      Qualificata alle semifinali.

### Fase finale
|  | Semifinali | Semifinali | Semifinali |  |    | Finale  | Finale    | Finale |
|  |            |            |            |  |    |         |           |        |
|  | 1A         | Francia    | 3          |  |    |         |           |        |
|  | 1A         | Francia    | 3          |  |    |         |           |        |
|  | 2B         | Croazia    | 0          |  |    |         |           |        |
|  | 2B         | Croazia    | 0          |  | 1A | Francia | 3         |        |
|  |            |            |            |  | 1A | Francia | 3         |        |
|  |            |            |            |  |    | 1B      | Rep. Ceca | 0      |
|  | 1B         | Rep. Ceca  | 3          |  |    | 1B      | Rep. Ceca | 0      |
|  | 1B         | Rep. Ceca  | 3          |  |    |         |           |        |
|  | 1C         | Romania    | 2          |  |    |         |           |        |
|  | 1C         | Romania    | 2          |  |    |         |           |        |

#### Semifinali
| 16 giugno 2022 Sport Centrum, Prostějov Durata: 2h:23 - Spettatori: 900     | Rep. Ceca | 3 - 2 | Romania | 25-22, 23-25, 25-22, 21-25, 15-11 |
| 16 giugno 2022 Palais des Sports, Orléans Durata: 1h:12 - Spettatori: 1 599 | Francia   | 3 - 0 | Croazia | 25-16, 25-17, 25-13               |

#### Finale
| 19 giugno 2022 Palais des Sports, Orléans Durata: 1h:26 - Spettatori: 2 174 | Francia | 3 - 0 | Rep. Ceca | 25-22, 27-25, 25-14 |

## Classifica finale
| Pos | Squadra              | Rosa |
| --- | -------------------- | --- |
|     | Francia              | Formazione: 1 Cazaute, 3 Giardino, 8 Bernard, 9 Stojiljković, 11 Gicquel, 12 Sager-Weider, 15 Sylves, 21 Elouga, 23 Olinga-Andela, 27 Mauriat, 38 Ratahiry, 63 Respaut, 88 Rotar, 91 Bah, 98 Haewegene, 99 Gelin, CT: Rousseaux                                              |
|     | Rep. Ceca            | Formazione: 3 Trnková, 4 Orvošová, 5 Svobodová, 7 Bukovská, 8 Koulisiani, 9 Digrinová, 10 Valková, 11 Dostalová, 12 Kopáčová, 13 Pavlíková, 15 Jehlářová, 16 Mlejnková, 17 Faltínová, 20 Grabovská, 21 Baumruková, 24 Indrová, 25 Kvapilová, 26 Blažková, CT: Athanasopoulos |
| 3   | Croazia              | Formazione: 2 Grbavica, 3 Strunjak, 4 Butigan, 5 Božičević, 6 Perić, 7 Miloš, 8 Popić, 10 Karatović, 11 Dumančić, 12 Marković, 14 Šamadan, 16 Deak, 17 Jakšetić, 18 Vranković, 19 Štimac, 20 Tomić, CT: Akbaş                                                                |
| 3   | Romania              | Formazione: 1 Ariton, 2 Vereș, 3 Buterez, 4 Orlandea, 5 Bălae, 8 Filipaş, 9 Radu, 10 Ionescu, 11 Matei, 13 Ciucu, 14 Roman, 15 Miclăuș, 17 Babaș, 19 Budăi-Ungureanu, 20 Popa, 21 Zadorojnai, 22 Spînoche, 27 Alupei, CT: Hernández                                          |
| 5   | Ucraina              | Formazione: 1 Milenko, 3 Lidyayeva, 4 Kutniakova, 5 Denysova, 6 Nemceva, 8 Rudyk, 9 Bycenko, 11 Charčyns'ka, 14 Velykokon', 17 Khober, 18 Mel'nynčenko, 21 Danchak, 22 Maievska, 29 Bojko, CT: Korkmaz                                                                       |
| 6   | Bosnia ed Erzegovina | Formazione: 1 Paradžik, 2 Dragutinović, 3 Božić, 4 Brašnić, 5 Isanović, 6 Radović, 7 Radišković, 8 Čelar, 9 Stevanović, 10 Ilić, 12 Ivković, 13 Biberdžić, 15 Marković, 16 Babić, 17 Bošković, CT: Ljubičić                                                                  |
| 7   | Ungheria             | Formazione: 3 Vezsenyi, 4 Kotormán, 5 Kump, 6 Petrenkó, 8 Szalai, 10 Szűcs, 12 Szedmák, 13 Németh, 14 Kiss, 15 Bodovics, 16 Petőváry, 17 Zólyomi, 19 Pintér, 20 Kertész, CT: Vollmer                                                                                         |
| 8   | Spagna               | Formazione: 1 Victory, 2 Mavrommatis, 3 Barón, 6 Rodríguez, 7 Piza, 8 García, 9 Lázaro, 10 Carpintero, 12 Varela, 15 Prol, 18 Jiménez, 19 Calabuig, 20 Montoro, 21 Villa, 22 Llorens, 23 Bravo, CT: Saurín                                                                   |
| 9   | Slovacchia           | Formazione: 3 Vajdová, 4 Herdová, 8 Slivková, 10 Boledovičová, 11 Jančová, 13 Ovečková, 14 Hrušecká, 15 Fričová, 16 Slivková, 17 Podhradská, 18 Šunderlíková, 19 Körmendyová, 20 Šepeľová, 21 Magdinová, 22 Žernovič, CT: Mašek                                              |

|  |  | Qualificata alla Volleyball Challenger Cup 2022 |

|  | Retrocessa in European Silver League 2023 |

## Statistiche
| Rendimento individuale | Rendimento individuale  | Rendimento individuale | Rendimento individuale |
| Pos.                   | Nome                    | Punti                  | Squadra                |
| ---------------------- | ----------------------- | ---------------------- | ---------------------- |
| 1                      | Lucille Gicquel         | 97                     | Francia                |
| 2                      | Héléna Cazaute          | 92                     | Francia                |
| 3                      | Oleksandra Milenko      | 90                     | Ucraina                |
| 3                      | Gabriela Orvošová       | 90                     | Rep. Ceca              |
| 5                      | Rodica Buterez          | 87                     | Romania                |
| 6                      | Michaela Mlejnková      | 79                     | Rep. Ceca              |
| 7                      | Amélie Rotar            | 76                     | Francia                |
| 8                      | Anett Németh            | 75                     | Ungheria               |
| 9                      | Karin Šunderliková      | 74                     | Slovacchia             |
| 10                     | Adelina Budăi-Ungureanu | 73                     | Romania                |

| Attacchi vincenti | Attacchi vincenti       | Attacchi vincenti | Attacchi vincenti    |
| Pos.              | Nome                    | Punti             | Squadra              |
| ----------------- | ----------------------- | ----------------- | -------------------- |
| 1                 | Oleksandra Milenko      | 82                | Ucraina              |
| 2                 | Gabriela Orvošová       | 78                | Rep. Ceca            |
| 3                 | Héléna Cazaute          | 76                | Francia              |
| 4                 | Michaela Mlejnková      | 71                | Rep. Ceca            |
| 5                 | Lucille Gicquel         | 70                | Francia              |
| 6                 | Rodica Buterez          | 67                | Romania              |
| 7                 | Amélie Rotar            | 63                | Francia              |
| 8                 | Anett Németh            | 62                | Ungheria             |
| 8                 | Karin Šunderliková      | 62                | Slovacchia           |
| 10                | Dajana Bošković         | 58                | Bosnia ed Erzegovina |
| 10                | Adelina Budăi-Ungureanu | 58                | Romania              |

| Muri vincenti | Muri vincenti         | Muri vincenti | Muri vincenti        |
| Pos.          | Nome                  | Punti         | Squadra              |
| ------------- | --------------------- | ------------- | -------------------- |
| 1             | Veronika Trnková      | 20            | Rep. Ceca            |
| 2             | Lucille Gicquel       | 17            | Francia              |
| 3             | Léandra Olinga-Andela | 14            | Francia              |
| 3             | Božana Butigan        | 14            | Croazia              |
| 3             | Svitlana Lidyayeva    | 14            | Ucraina              |
| 6             | Rodica Buterez        | 12            | Romania              |
| 6             | Magdaléna Jehlářová   | 12            | Rep. Ceca            |
| 6             | Anett Németh          | 12            | Ungheria             |
| 9             | Ajla Paradžik         | 11            | Bosnia ed Erzegovina |
| 9             | Martina Šamadan       | 11            | Croazia              |

| Battute vincenti | Battute vincenti        | Battute vincenti | Battute vincenti     |
| Pos.             | Nome                    | Punti            | Squadra              |
| ---------------- | ----------------------- | ---------------- | -------------------- |
| 1                | Veronika Trnková        | 11               | Rep. Ceca            |
| 2                | Héléna Cazaute          | 10               | Francia              |
| 2                | Lucille Gicquel         | 10               | Francia              |
| 4                | Rodica Buterez          | 8                | Romania              |
| 5                | Lucía Varela            | 7                | Spagna               |
| 6                | Diana Ariton            | 6                | Romania              |
| 6                | Anna Kharchynska        | 6                | Ucraina              |
| 6                | Nina Stojiljković       | 6                | Francia              |
| 9                | Adelina Budăi-Ungureanu | 5                | Romania              |
| 9                | Iman Isanović           | 5                | Bosnia ed Erzegovina |
| 9                | Magdaléna Jehlářová     | 5                | Rep. Ceca            |
| 9                | Anastasiia Maievska     | 5                | Ucraina              |
| 9                | Oleksandra Milenko      | 5                | Ucraina              |
| 9                | Gabriela Orvošová       | 5                | Rep. Ceca            |
| 9                | Amélie Rotar            | 5                | Francia              |
| 9                | Karin Šunderliková      | 5                | Slovacchia           |